# Pohjola

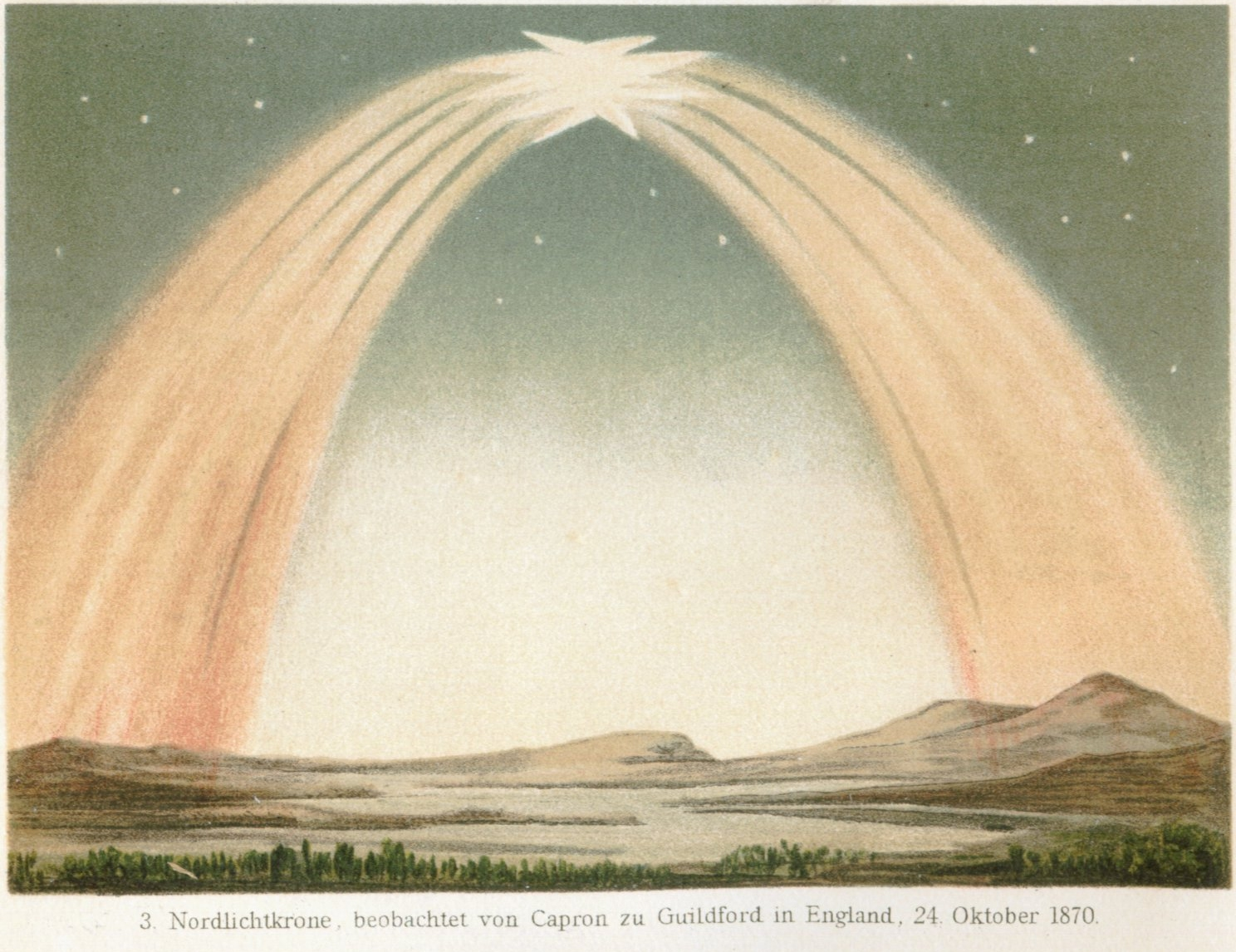
Pohjolas portar på himlen

Pohjola, eller Pohja, är ett mytiskt land som beskrivs i det finska nationaleposet Kalevala. Landet ligger norr om Väinölä där eposets hjältar bor. Landet är kylans och det ondas hemvist. Det centrala temat i boken är maktkampen mellan det mörka Pohjola och det ljusa Kalevala.
Namnet används senare som synonym till "helvetet" i olika östfinska trollformler. Enligt Kaarle Krohn skulle Pohjola vara en förvrängning av ett ursprungligt Vuojola eller Gotland och vara de mytologiska resterna av en ursprunglig berättelse om ett finskt härjningståg till Gotland under vikingatiden. Dessa teorier är numera förkastade.
Pohjola är också det finska namnet på Norden. Pohja är även det finska namnet på den ort i Finland som på svenska heter Pojo.